# Sinendé
Sinendé är en kommun i departementet Borgou i Benin. Kommunen har en yta på 2 289 km2, och den hade 91 672 invånare år 2013.